# ستيفن بوث (صحفي)
ستيفن بوث (بالإنجليزية: Stephen Booth)‏ هو ناقد أدبي وصحفي أمريكي، ولد في 20 أبريل 1933.